# St. James’ Park (Exeter)
Der St. James’ Park ist ein Fußballstadion in Exeter. Er bietet Platz für 8830 Zuschauer und dient dem Verein Exeter City als Heimstätte.

## Geschichte

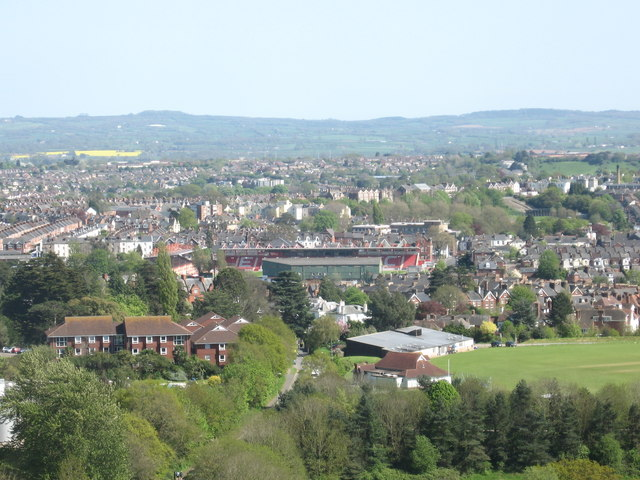
Das Stadion im Stadtbild von Exeter

Der St. James’ Park in Exeter, der Hauptstadt der Grafschaft Devon im Südwesten Englands, wurde im Jahre 1904 erbaut und am 10. September des gleichen Jahres eröffnet. Der Grund für den Bau des Stadions war die Gründung des Fußballvereins Exeter City ebenfalls 1904, der ein Stadion als Austragungsort für Heimspiele benötigte. Seitdem nutzt also Exeter City den St. James’ Park für Fußballheimspiele. Der Verein spielte von 1920 bis 2003 durchgehend, aber auch erfolglos, in den unteren Ligen des englischen Profifußballs, das heißt, in den verschiedenen Ligen der Football League. Zurzeit findet man den Verein, gegen den die brasilianische Fußballnationalmannschaft 1914 ihr erstes Spiel absolviert haben soll, in der EFL League Two, der vierthöchsten englischen Spielklasse.
Der St. James’ Park in Exeter ist mit einer Kapazität von 8830 Zuschauerplätzen eines der kleinsten Stadien der vierten englischen Fußballliga, was aber auch verständlich ist, da Exeter City einer der kleinsten Vereine in dieser Liga ist. Der Zuschauerrekord in diesem Stadion wurde erreicht, als im Jahre 1932 der AFC Sunderland zu einem FA-Cup-Spiel der sechsten Runde in Exeter gastierte und mit 4:2 gewann. Zu diesem Spiel kamen 20.984 Zuschauer in den St. James’ Park. Allerdings muss man sagen, dass damals auch noch mehr Zuschauer im Stadion zugelassen waren. Die aktuelle Kapazität wurde erst durch Renovierungsarbeiten im Jahre 1994 erreicht, bei denen vor allem die Sicherheit verbessert und das Stadion modernisiert wurde. Als Besonderheit kann der St. James’ Park aufweisen, dass sich gleich neben dem Stadion eine Station der Eisenbahnlinie, die Exeter durchfährt, befindet.